# Керівейл
Керівейл (англ. Carievale) — село в канадській провінції Саскачеван. 

## Населення

### Чисельність
| 2001 | 2006 | 2011 | 2016 |
| ---- | ---- | ---- | ---- |
| 254  | 241  | 236  | 240  |